# Michelle Akers
Michelle Anne Akers (Santa Clara, California, 1 de febrero de 1966) es una exfutbolista estadounidense que jugó en la victoria de Estados Unidos en la Copa Mundial Femenina de Fútbol de 1999. Ganó la Bota de Oro en 1991 por ser la máxima goleadora de la temporada. Es miembro del National Soccer Hall of Fame.

## Inicios
Sus padres son Robert y Anne Akers. Creció en un suburbio de Seattle, Washington y empezó a jugar a fútbol en Shorecrest High School.
Fue seleccionada tres veces para el "All-America" mientras asistía al colegio.
Michelle asistió a la Universidad de Florida Central gracias a una beca, donde fue seleccionada cuatro veces "All America". Fue elegida mejor atleta de la universidad del año. Fue máxima goleadora de la historia de la UFC. También ganó el "Hermann Trophy" en 1988 y la universidad retiró la camiseta con su número, el 10.

## Carrera internacional
Fue convocada para el primer encuentro de la selección de Estados Unidos en agosto de 1985. Sin embargo, debido a una lesión de rodilla, no pudo disputar el partido. Ya recuperada de la lesión, jugó el segundo partido, consiguiendo el segundo gol de la historia para la selección femenina, en un encuentro frente a Dinamarca que acabó 2-2.
Akers metió 15 goles en 24 partidos para Estados Unidos en el período comprendido entre 1985 y 1990. En 1990 y 1991 fue nombrada Atleta Femenina del Año por la Federación de Fútbol de los Estados Unidos. También fue la máxima goleadora en la primera Copa Mundial Femenina de Fútbol, celebrada en 1991 en China, consiguiendo 10 goles (de los cuales 5 fueron en un mismo partido). Destacó junto a otras figuras como Mia Hamm, Kristine Lilly, Julie Foudy, Brandi Chastain, Joy Fawcett y Kristine Lilly. Estados Unidos ganó el campeonato, consiguiendo la victoria en la final contra Noruega por 2-1 (ambos goles fueron de Akers).
En 1996, también fue seleccionada para jugar los Juegos Olímpicos de Atlanta, donde consiguieron la medalla de oro. 
Justo antes de que comenzaran los Juegos Olímpicos de Sídney 2000, Michelle se retiró, siendo la segunda máxima goleadora de la selección de Estados Unidos (tras Mia Hamm), con 105 goles y 37 asistencias.

### Estadísticas[2][6]
| País           | Año  | Partidos internacionales | Partidos internacionales | Partidos internacionales | Partidos internacionales | Partidos internacionales |
| País           | Año  | Partidos                 | Veces titular            | Minutos                  | Goles                    | Asistencias              |
| -------------- | ---- | ------------------------ | ------------------------ | ------------------------ | ------------------------ | ------------------------ |
| Estados Unidos | 1985 | 2                        | 2                        | 180                      | 2                        | 0                        |
| Estados Unidos | 1986 | 5                        | 5                        | 420                      | 0                        | 0                        |
| Estados Unidos | 1987 | 9                        | 8                        | 720                      | 3                        | 2                        |
| Estados Unidos | 1988 | 2                        | 2                        | 180                      | 0                        | 2                        |
| Estados Unidos | 1990 | 6                        | 5                        | 425                      | 9                        | 0                        |
| Estados Unidos | 1991 | 26                       | 25                       | 1941                     | 39                       | 7                        |
| Estados Unidos | 1993 | 12                       | 12                       | 887                      | 6                        | 7                        |
| Estados Unidos | 1994 | 12                       | 7                        | 571                      | 11                       | 7                        |
| Estados Unidos | 1995 | 18                       | 17                       | 1195                     | 15                       | 5                        |
| Estados Unidos | 1996 | 17                       | 16                       | 1246                     | 7                        | 3                        |
| Estados Unidos | 1997 | 2                        | 2                        | 180                      | 1                        | 0                        |
| Estados Unidos | 1998 | 15                       | 15                       | 929                      | 5                        | 3                        |
| Estados Unidos | 1999 | 20                       | 18                       | 1334                     | 6                        | 1                        |
| Estados Unidos | 2000 | 7                        | 3                        | 242                      | 1                        | 0                        |
| Total          | 14   | 153                      | 137                      | 10450                    | 105                      | 37                       |

## Después de su retirada
Desde su retirada del fútbol, ha continuado promocionando este deporte. Para ello ha escrito varios libros, incluyendo uno que trata acerca de su lucha contra el síndrome de fatiga crónica.
En 2002, fue nombrada "Mejor Jugadora Femenina del siglo" por la FIFA, galardón que comparte con la china Sun Wen.
En 2004, ella y Hamm fueron las dos únicas mujeres seleccionadas en la FIFA 100, una lista de los 125 mejores futbolistas vivos hecha por Pelé a petición de la FIFA como parte de las celebraciones del centenario de la creación de la FIFA. En este mismo año, fue incluida, junto a Paul Caligiuri y Eric Wynalda, en el "National Soccer Hall of Fame".

## Vida privada
Actualmente vive con su marido Steve Eichenblatt y con su hijo Cody, nacido en 2005 en Orlando, Florida, y se dedica al rescate de caballos.

## Récords
La delantera estadounidense ostenta el récord de máxima goleadora en una fase final: diez en 1991.
También estableció el récord de más tantos en un encuentro, con cinco en la victoria de 7-0 de Estados Unidos sobre Taiwán en cuartos de final, en Foshan, el 24 de noviembre de 1991. Akers marcó los dos goles de la victoria de Estados Unidos por 2-1 en la final, incluido el decisivo en el minuto 78. Los jueces de la FIFA la eligieron Mejor Jugadora del siglo XX.